# Qu'aiti Država Hadhramauta
Qu'aiti Država Hadhramauta (arapski: الدولة القعيطية الحضرمية)  je bio službeni naziv za sultanat (vazalna feudalna država) Britanskog Carstva koja je egzistirala od 1902. do 1967. godine na jugu Arapskog poluotoka.
Ovu državu zvali su i Qu'aiti Sultanat Shihr i Mukalla (arapski: سلطنة الشحر والمكلاا ), glavni grad ovog sultanata bila je Al-Mukalla, sultanat je upravno bio podijeljen na 6 dijelova;  Al Mukalla, Ash Shihr, Shibam, Du'an, Zapadnu provinciju i Hajr.

## Povijest
Ovaj plemenski sultanat osnovala je hadramijska obitelj Qu'aiti (hrv=Ćati). Utemeljitelj Sultanata bio je Omer bin Awadh al Qu'aiti, koji se do sultanske moći uspeo preko svoje vojničke karijere. On je naime krajem 19. stoljeća bio najamni vojnik u službi Nizama Hyderabada tadašnje britanske indijske kolonije, uspeo se do nižeg časničkog položaja postao je jemadar i u Indiji stekao imetak. U to vrijeme bilo je nešto kao moda u tadašnjem Jemenu otići za najamnika u britansku kolonijalnu vojsku u Indiju. Britanci su cijenili jemenske mladiće zbog njihove srčanosti, vještine jahanja konja, baratanja sabljom i velike izdržljivosti ali i zbog jeftinoće, jer siromašnim pustinjskim mladićima i malo je bilo puno. 
Po povratku u svoj Hadhramaut prvo je osvojio vlast u gradu Shibamu otevši ga od suparničkog plemena Katiri 1858. Potom je osvojio vlast u Ash Shihru 1866. i Al Mukalli 1881., zatim je u većem dijelu Hadhramauta uspio istisnuti suparničko pleme Katiri sve do obala Adenskog zaljeva. Kao moćni plemenski vođa Omer bin Awadh al Qu'aiti sklopio je neslužbeni ugovor o zaštiti s Britancima 1888. nakon toga osnovao je svoj feudalni Sultanat 1902. koji je postao dio veće kolonijalne tvorevine Protektorata Aden.
Velika Britanija je uvidjela da više ne može upravljati kolonijama na stari uhodani način te je 1960-ih napravila planove za postupno i kontrolirano osamostaljenje zemalja Južne Arabije koje je ona kontrolirala. Međutim tadašnji sultan Qu'aitija Awadh II. bin Saleh al Qu'aiti odbio se pridružiti novoj britansko političkoj tvorevini protektoratu - Federaciji Arapskih Emirata Juga, ali je i nadalje ostao pod britanskom zaštitom kao član Južnoarapskog Protektorata. Nakon godina nemira i borbi, britanska vojska povukla se iz Adena, a vlast u zemlji preuzeo je Narodni oslobodilački front (NLF), tako da je 17. rujna 1967., posljednji sultan Ghalib II. bin Awadh al Qu'aiti otišao u inozemstvo, a u studenom te iste godine Sultanat je službeno ukinut. 
Bivši Sultanat Qu'aiti danas je sastavni dio jemenske muhafaze Hadramaut.

## Sultani države Qu'aiti
1. Sultan Awadh I. bin Omar Al Qu'aiti, vladao 1902. – 1909.
2. Sultan Ghalib I. bin Awadh Al Qu'aiti, vladao 1909. – 1922.
3. Sultan Omer bin Awadh Al Qu'aiti, vladao 1922. – 1936.
4. Sultan Awadh II. bin Saleh al Qu'aiti, vladao 1956. – 1966.
5. Sultan Ghalib II. bin Awadh al Qu'aiti, vladao 1966. – 17. rujna 1967.

## Poštanske marke Sultanata Qu'aiti
Marke je službeno izdavao Protektorat Aden, ove dolje imaju za motiv sultana Saleha iz Sultanata Qu'aiti:
- Poštanska marka iz 1942. sultanata Qu'aiti (na njoj je Sultan Saleh i gradska vrata Ash Shihra

## Poveznice
- Protektorat Aden
- Kolonija Aden
- Federacija Arapskih Emirata Juga

## Vanjske poveznice
- Zastava Sultanata Qu'aiti  Arhivirana inačica izvorne stranice od 7. lipnja 2007. (Wayback Machine)
- Genealogija vladarske obitelji Qu'aiti  Arhivirana inačica izvorne stranice od 7. kolovoza 2009. (Wayback Machine)